# Vida humana
A vida humana é o princípio de movimento imanente que opera nos seres geneticamente pertencentes à espécie humana. O consenso científico é que a ontogênese humana, assim como a de todos os demais mamíferos, se inicie no momento da fertilização do óvulo pelo espermatozóide e com o surgimento de um novo ser organicamente autônomo e com disposição ativa para se desenvolver coordenadamente, denominado zigoto, e termine no momento da morte natural.
O início da personalidade, por sua vez, é um tema complexo e altamente discutido. Alguns juristas do movimento favorável ao aborto argumentam que se a personalidade acaba com a interrupção da atividade encefálica, o momento do início da personalidade humana também deveria iniciar com o início da atividade encefálica, o que não é aceito pelos juristas do movimento pró-vida que defendem que os embriões já teriam autonomia orgânica mesmo antes da formação do sistema nervoso central, atributo que, para os defensores da morte encefálica, não existiria nas pessoas que possuem tal diagnóstico. Este debate, entretanto, diz respeito à questão filosófica do início da personalidade, não à questão biológica do início da vida humana (ontogênese).

## Na fecundação
No judaísmo, a vida se inicia a partir da fecundação. Somente com o advento dos textos talmúdicos, que alguns grupos dentro do judaísmo passaram a defender que o corpo só receberia a alma após quarenta dias de gestação. A opinião dos textos da Torá de que a vida humana começaria na concepção, é dividida pelo cristianismo.
Segundo Hipócrates, o pai da medicina, respaldado hodiernamente pela Genética Moderna, a vida humana se inicia ou começa a sua existência na fecundação, posto que neste momento, todos os elementos genéticos para definir o futuro ser humano já estão presentes no material genético das duas células monozigóticas que se encontram. O mesmo concordava Pitágoras, outro grande filosófo da Antiguidade, e sua escola de pensamento.

## Duas semanas
Quando alguns feixes de tecido neuronal começam a surgir.

## 12 semanas
Outros pensadores porém, como alguns neurocientistas, juristas de uma forma minoritária e filósofos da antiga Grécia, partilhados pela religião islâmica, acreditam que a personalidade humana demoraria um pouco mais para aparecer do que a vida humana. Seus argumentos são diversos. O islamitas acreditam que a alma só seria incorporada à matéria após doze semanas de gestação.

## 16 semanas
Quando o cérebro já esta bem esboçado anatomicamente.

## 28 semanas
Quando o feto inicia sua relação com os sentidos; dor, tato, etc.